# Sei Kasih
Sei Kasih is een bestuurslaag in het regentschap Labuhan Batu van de provincie Noord-Sumatra, Indonesië. Sei Kasih telt 3287 inwoners (volkstelling 2010).